# 723 Hammonia
Hammonia (asteróide 723) é um asteróide da cintura principal com um diâmetro de 35,68 quilómetros, a 2,81495 UA. Possui uma excentricidade de 0,0591342 e um período orbital de 1 890,21 dias (5,18 anos).
Hammonia tem uma velocidade orbital média de 17,21952755 km/s e uma inclinação de 4,98271º.
Esse asteróide foi descoberto em 21 de Outubro de 1911 por Johann Palisa.